# Ulug‘bek Shodibekov
Ulug‘bek Shodibekov (n. 10 septembrie 1996, Toshkent, Uzbekistan) este un cântăreț, actor și om de afaceri originar din Uzbekistan. Cântărețul a primit „Premiul de stat Nihol” în 2014.
Ulug'bek Shodibekov a obținut un mare succes în domeniul actoriei. Ulug'bek a primit o largă recunoaștere și apreciere în Uzbekistan după ce a jucat în drama uzbecă „Uyalchang” (Comedie de film) din 2014. De atunci, a jucat în multe filme de melodramă uzbecă. În special, filmele „Qoʻshni Ulugʻbek”, care au fost difuzate pe marile ecrane în 2018, și „Sasha aka” i-au adus actriței o mare faimă.
Din 2007, Ulugʻbek Shodibekov a scris cântece în uzbecă, rusă și engleză.

## Biografie
Ulugbek Shodibekov s-a născut pe 10 septembrie 1996 la Tașkent. După ce a absolvit liceul în 2012, a intrat în Tashkent Banking and Credit College din regiunea Tașkent, absolvind în 2014. În 2018, a studiat la departamentul de corespondență al Institutului de Finanțe Tașkent.

## Cariera
În 2007, în timp ce studia la școală, Ulugʻbek a devenit interesat de cântat. Prima sa melodie a înregistrat-o în 2008 la studioul Aziya Records. Titlul cântecului este „Yoshligim” Ca urmare a multor ani de muncă cu profesorul Jamshid Shodiyev, a învățat să lucreze la nivel profesional. Prima lucrare scrisă pentru Ulugʻbek de Jamshid Shodiyev este cântecul „Doʻstlarim”. Acest cântec a fost dezvoltat în 5 luni.

### Profesionist de carieră
În 2009, Ulugʻbek l-a întâlnit pe redactorul șef al radioului Alo FM, Olimxoja Azimov, și datorită lui a semnat pentru prima dată un contract cu studioul Panterra. Pe 15 și 17 septembrie 2010, Ulugʻbek și prietenul său, cântărețul Sharof Muqimov, au susținut un program de concert comun „Jonim Seni” la sala de concert „Halklar Dustligi” (acum numită „Istiklol”). Acest concert a fost primul din cariera lui Ulugʻbek.
Pe 24 mai 2011 și-a întemeiat o familie. Pe 25 septembrie a aceluiași an a susținut primul său concert solo „Senideb”. În acești ani a lansat mai multe albume audio precum „Xayr edi” (2012), „Sen ketding” (2013), „Azizam” (2015). În plus, a prezentat în atenția fanilor săi materiale video din concertele sale „Aziz yurtim” și „Eslab”. În anii următori, hiturile lui Ulugbek precum „Pul, Bu Hayot, Bemano, Yoshkik otib zadati, Dotim, Khayolida, Sen Ketma, Onam, Zara, Kalb, Osha Hit, Atayya Kun, Oqibat și Belissimo” au fost cântate de Ulugbek.

### Cariera in actorie
În acest timp, a jucat în mai multe filme. De asemenea, a început să joace în 2014. În ciuda faptului că a jucat în filmele Uylchang, Talaba și Qssob, a primit recenzii pozitive pentru rolul său de debut. Apoi, cântărețul a apărut în mai multe filme, inclusiv „Nervinli odam” din 2015. În 2016, a jucat în filmul „Baksiyor”. Acest film a adus mare faimă și fani lui Ulugʻbek. Ulugʻbek va apărea într-un alt film, a jucat un rol în filmul „Jiyan”. Acest film îi va aduce Honda și mai multă faimă și avere. În 2018, a jucat în filmul „Qoʻshni Ulugʻbek”. 2019 „Qoʻshni Ulugʻbek” joacă unul dintre cele cinci roluri din filmul „Sadiriaka”, iar acest rol îi aduce lui Ulugbek o mare faimă. De asemenea, a jucat în filmele din 2020 Xashar și Sasha alias.

## Discografía
| An   | Albume de studio |
| ---- | ---------------- |
| 2011 | Senideb          |
| 2012 | Xayr edi         |
| 2015 | Azizam           |
| 2022 | Belissimo        |

## Filmografie
Mai jos este o listă ordonată cronologic a filmelor în care a apărut Ulugʻbek Shodibekov.
| An        | Calificare       | Rol      | Árbitra |
| --------- | ---------------- | -------- | ------- |
| 2014      | Uylchang         | Ulug     |         |
| 2015      | Talaba           | Elmurod  |         |
| 2015      | Qasob            |          |         |
| 2016      | Nervinli odam    |          |         |
| 2016      | Baksiyor         | Aziz     |         |
| 2017      | Jiyan            |          |         |
| 2018      | Qoʻshni Ulugʻbek | Ulugʻbek | [ 7 ]   |
| 2019      | Sadriaka         |          |         |
| 2020      | Xashar           | Murod    |         |
| 2020-2021 | Sasha aka        | Sasha    | [ 8 ]   |
| 2021      | Jiyan            |          |         |
| 2022      | Boyvacha Bobur   | Bobur    |         |

## Premii și nominalizări
- Cel mai bun cântăreț al anului 2008.
- În august 2014 a devenit proprietarul premiului de stat Nihol, creat pentru a sprijini tinerii din Uzbekistan
- 2012 M&T Award-2015 „Cel mai bun cântăreț masculin al anului”.
- Premiul M&T-2016 2014 „Cel mai bun videoclip al anului”.
- Premiul GQ-2017 2014 „Cel mai bun cântăreț al anului”.